# Temporada de ciclones no Índico Norte de 2005
A temporada de ciclones no Oceano Índico norte de 2005 foi um evento do ciclo anual da formação de ciclones tropicais. Não há limites específicos para o começo ou o término da temporada de ciclones no Oceano Índico Norte, mas os ciclones tendem a se formar entre abril e dezembro, com picos em maio e novembro. Estas datas delimitam convencionalmente o período de cada ano quando a maioria dos ciclones tropicais se forma no Oceano Índico Norte.
Convencionalmente, decidiu-se separar o Oceano Índico em diferentes áreas de monitoramento de ciclones tropicais. O objetivo deste artigo é detalhar os ciclones tropicais que se formam ao norte da linha do Equador, ou seja, detalhar os ciclones tropicais que se formaram na parte do Oceano Índico situada no Hemisfério norte, entre o Chifre da África e a Península da Malásia. Nesta área, há dois mares principais: o Mar Arábico a oeste do Subcontinente Indiano, abreviada pelo Departamento Meteorológico da Índia (DMI) como ARB; e o Golfo de Bengala a leste do Subcontinente Indiano, abreviada pelo DMI como BOB.

## Efeitos sazonais
| Nome                | Datas ativo                   | Classificação máxima | Velocidade de vento sustentados | Pressão               | Áreas afetadas                                          | Danos (USD)    | Fatalidades | Refs     |
| ------------------- | ----------------------------- | -------------------- | ------------------------------- | --------------------- | ------------------------------------------------------- | -------------- | ----------- | -------- |
| 01B                 | 8 de janeiro–10               | Depressão tropical   | 55 km/h (35 mph)                | 1,000 hPa (30 inHg)   | Nenhum                                                  | Nenhum         | Nenhum      | [ nb 1 ] |
| Hibaru              | 13 de janeiro–17              | Cyclonic storm       | 65 km/h (40 mph)                | 1,000 hPa (30 inHg)   | Nenhum                                                  | Nenhum         | Nenhum      |          |
| ARB 01              | 21 de junho–22                | Depressão            | 45 km/h (30 mph)                | 992 hPa (29.3 inHg)   | Gujarat                                                 | Nenhum         | Nenhum      |          |
| Land 01             | 27 de junho – julho 5         | Land depression      | 45 km/h (30 mph)                | 990 hPa (29 inHg)     | Índia oriental, Norte e Centro da Índia                 | Desconhecido   | 26          |          |
| BOB 02              | 29 de julho–31                | Deep depression      | 55 km/h (35 mph)                | 988 hPa (29.2 inHg)   | Índia oriental e central                                | Desconhecido   | 1           |          |
| BOB 03              | 12 de setembro–16             | Depressão            | 45 km/h (30 mph)                | 992 hPa (29.3 inHg)   | Índia                                                   | Desconhecido   | 6           |          |
| ARB 02              | 14 de setembro–16             | Depressão            | 45 km/h (30 mph)                | 996 hPa (29.4 inHg)   | Gujarat                                                 | Desconhecido   | 13          |          |
| Pyarr               | 17 de setembro–21             | Cyclonic storm       | 65 km/h (40 mph)                | 988 hPa (29.2 inHg)   | Bangladesh, Índia oriental, Índia central, sul da Índia | $11 400 000    | 84          |          |
| 03B                 | 1 de outubro–3                | Tempestade tropical  | 75 km/h (45 mph)                | 994 hPa (29.4 inHg)   | Índia oriental, Bangladesh                              | Desconhecido   | 16          | [ nb 1 ] |
| BOB 04              | 26 de outubro–29              | Deep depression      | 55 km/h (35 mph)                | 998 hPa (29.5 inHg)   | sul da Índia                                            | Desconhecido   | 105         |          |
| BOB 05              | 20 de novembro–22             | Depressão            | 45 km/h (30 mph)                | 1,002 hPa (29.6 inHg) | Sri Lanka, sul da Índia                                 | Nenhum         | Nenhum      |          |
| Baaz                | 28 de novembro – dezembro 2   | Cyclonic storm       | 85 km/h (55 mph)                | 998 hPa (29.5 inHg)   | Tailândia, sul da Índia, Índia oriental                 | $10 000 000    | 22          |          |
| Fanoos              | 6 de dezembro–10              | Cyclonic storm       | 85 km/h (55 mph)                | 998 hPa (29.5 inHg)   | sul da Índia, Sri Lanka                                 | Desconhecido   | Nenhum      |          |
| BOB 08              | 15 de dezembro–22             | Deep depression      | 55 km/h (35 mph)                | 1,000 hPa (30 inHg)   | sul da Índia                                            | Nenhum         | Nenhum      |          |
| Totais da temporada |                               |                      |                                 |                       |                                                         |                |             |          |
| 14 sistemas         | 8 de janeiro – 22 de dezembro |                      | 85 km/h (55 mph)                | 988 hPa (29.2 inHg)   |                                                         | >$21,4 milhões | 273         |          |